# Latirhinus
Latirhinus là một chi khủng long, được Prieto-Márquez & Serrano Brañas mô tả khoa học năm 2012.